# Víctor Montoya (escritor)
Víctor Montoya (La Paz, Bolivia, 21 de junio de 1958) es escritor, periodista y pedagogo. Está considerado como uno de los principales impulsores de la moderna literatura boliviana.

## Biografía
Vivió desde su infancia en la población minera de Llallagua, al norte de Potosí, donde compartió la lucha de los trabajadores mineros. Fue testigo de la Masacre de San Juan en 1967. Estudió la primaria en la escuela Jaime Mendoza y la secundaria en el colegio Primero de Mayo.

## Represión política
Fue dirigente estudiantil hasta mediados de 1976, año en que la dictadura militar de Hugo Banzer Suárez lo persiguió por sus actividades políticas. Permaneció clandestino en el interior de la mina y en la ciudad de Oruro, donde cayó a merced de las fuerzas represivas junto a un grupo de dirigentes mineros. Como en todo país asolado por el terrorismo de Estado en el marco de la denominada Operación Cóndor, fue torturado y encarcelado en la cárcel de San Pedro de La Paz y en la prisión de Viacha-Chonchocoro.
Durante su cautiverio, y burlando la vigilancia de los guardias de turno, escribió su libro de testimonio Huelga y represión, cuyas páginas se filtraron por los sistemas de control gracias a la valiente y decidida cooperación de su madre, quien le visitaba en la cárcel cada vez que las autoridades de gobierno se lo permitían.

## Exilio
En 1977, tras una campaña de Amnistía Internacional, que reclamó por su libertad y lo adoptó como a uno de sus presos de conciencia, fue sacado de la prisión por un piquete de agentes y conducido directamente hasta el aeropuerto de El Alto, desde donde llegó exiliado a Suecia, como la mayoría de los refugiados políticos latinoamericanos que fueron expulsados de sus países tras el advenimiento de las dictaduras militares.
En Estocolmo, donde fijó su residencia, trabajó en una biblioteca municipal coordinando proyectos culturales, dictó lecciones de idioma quechua y dirigió talleres de literatura. Estudió pedagogía en el Instituto Superior de Profesores y ejerció la docencia durante varios años.

## Actividad literaria
Su obra principal, en el género del cuento, la novela, el ensayo y la crónica periodística, aborda temas de honda preocupación humana y compromiso social. Fundó y dirigió las revistas literarias PuertAbierta y Contraluz. Tiene cuentos premiados y publicados en antologías internacionales. Es miembro de la Sociedad de Escritores Suecos, el PEN Club Internacional y la Academia Boliviana de Literatura Infantil y Juvenil. Participó en el Primer Encuentro Hispanoamericano de Jóvenes Creadores, Madrid, 1985, y fue uno de los principales gestores del Primer Encuentro de Poetas y Narradores Bolivianos en Europa, Estocolmo, 1991. Actualmente escribe en publicaciones de América Latina, Europa y Estados Unidos.

## Premios
- Primer Premio Nacional de Cuento, Universidad Técnica de Oruro, Bolivia, 1984.
- Premio de Cuento Breve del Semanario “Liberación”, Suecia, 1988.
- Primer Premio de Cuento de Escritores de la Escania, Suecia, 1993.
- Premio del Concurso Internacional Sexto Continente de Relato Erótico de Radio Exterior de España, 2010.

## Reconocimientos
- Reconocimiento por el Tribunal Supremo de Justicia del Estado Plurinacional de Bolivia, “por su valioso aporte intelectual-literario, su identificación con la causa de los explotados en Bolivia y su lucha por la recuperación de la democracia” (Sucre, 28 de mayo de 2012).[8]
- El Honorable Concejo Municipal de la Sección Capital Sucre, por Ordenanza Autonómica Municipal N.º 52/12, dispone concederle el título de “Huésped Grato de la Ciudad de Sucre”, el 28 de mayo de 2012.[9]
- Reconocimiento por la Federación Departamental de Juntas Vecinales de la Villa Imperial de Potosí, el 29 de junio de 2012.
- El Honorable Concejo del Gobierno Autónomo Municipal de Llallagua, en el marco del 55 aniversario de la creación de esta ciudad y en una sesión de honor, condecoró al escritor por su importante aporte intelectual y literario, el 22 de diciembre de 2012.[10]
- En septiembre de 2013, el Honorable Concejo Municipal de la ciudad de El Alto, en uso a sus atribuciones, le confirió la Medalla de "Condecoración prócer Juana Azurduy de Padilla, con la Orden al Mérito Cultural".[11]
- El Centro Cultural “Nuevos Horizontes” le confirió un reconocimiento, “por su resistencia a la dictadura y su fecunda labor a favor de las letras bolivianas”. Potosí, 10 de diciembre de 2013.
- El Ministerio de Culturas y Turismo le confirió la estatuilla “Revolución Cultural” en reconocimiento “a su invalorable aporte a la cultura, el arte y la Revolución Cultural del Estado Plurinacional de Bolivia” (La Paz, 10 de mayo de 2019).
- La Dirección Distrital de Educación de Llallagua, en uso de sus atribuciones específicas, le concedió un “reconocimiento por llevar en alto el nombre del municipio de Llallagua”, el 11 de junio de 2019.
- El Gobierno Autónomo Municipal de Sacaba le concedió un reconocimiento, “por su ilustre visita al Municipio de Sacaba, durante el III Congreso Latinoamericano de Poetas, Escritores y Artistas ´Uniendo Fronteras`”. Sacaba,Cochabamba, 21 de febrero de 2020.
- Asociación de Profesores de Literatura de Llallagua, por su contribución a la cultura y la literatura. Llallagua, 13 de octubre de 2021.
- La Sub Alcaldía de la población minera de Siglo XX, en Sesión de Honor, le concedió un certificado de reconocimiento, “por su notable aporte en el impulso y fortalecimiento del distrito de siglo XX. 11 de julio de 2022.
- Medalla de honor de la Academia Peruana de Literatura Infantil y Juvenil (APLIJ), en el “XLII Encuentro Nacional y XI Internacional de Literatura Infantil y Juvenil, en homenaje al escritor pasqueño Armando Casquero Alcántara”. Oxapampa, Perú, 29 de septiembre de 2023.
- Reconocimiento del Honorable Concejo Municipal de Oruro, “por su destacado e importante aporte intelectual y literario a la sociedad”. Oruro, 8 de abril de 2024.
- Reconocimiento de la Asamblea Legislativa Departamental Oruro, “por su exitosa y destacada trayectoria en la literatura nacional, brindando de esta manera un alto nivel de enseñanza a los lectores de nuestro departamento y de todo el territorio boliviano”. Oruro, 9 de abril de 2024.

## Obra
- Huelga y represión (1979)
- Días y noches de angustia (1982)
- Cuentos violentos (1991)
- El laberinto del pecado (1993)
- El eco de la conciencia (1994)
- Antología del cuento latinoamericano en Suecia (1995)
- Palabra encendida (1996)
- El niño en el cuento boliviano (1999)
- Cuentos de la mina (2000)
- Entre tumbas y pesadillas (2002)
- Fugas y socavones (2002)
- Literatura infantil: Lenguaje y fantasía (2003)
- Poesía boliviana en Suecia (2005)
- Retratos (2006)
- Cuentos en el exilio (2008)
- Conversaciones con el Tío de Potosí (2013)
- La señora de la conquista (2016)
- Cuentos del más allá (2016)
- Crónicas Mineras (2017)
- Microficciones (2018)
- La masacre de San Juan en verso y prosa (2019)
- 15 precursores de la literatura infantil y juvenil boliviana (2021)
- La narrativa minera peruano-boliviana (2021)